# らくだい魔女
『らくだい魔女』（らくだいまじょ）は、成田サトコによる小説シリーズ。略称は「らく魔女」。挿絵は17巻までと19巻からは千野えなが、18巻は杉浦た美が担当している。ポプラ社のポプラポケット文庫から刊行されており、累計発行部数は160万部を超える。2006年からシリーズが発売されている。2013年の18巻から新作の発売が途絶えていたが、2023年に19巻目となる『らくだい魔女と魔界舞踏会（仮）』の発売が決定したことが同年3月に発表され、翌年3月に『らくだい魔女と黒の城の王子』として発売。2023年3月31日には、『らくだい魔女 フウカと闇の魔女』として劇場アニメが公開された。

## 作品一覧
- 成田サトコ『らくだい魔女』千野えなが（絵）、ポプラ社〈ポプラポケット文庫〉。
  - 『らくだい魔女はプリンセス』2006年10月。ISBN 978-4-591-09464-8。
  - 『らくだい魔女と闇の魔女』2007年1月。ISBN 978-4-591-09574-4。
  - 『らくだい魔女と王子の誓い』2007年5月。ISBN 978-4-591-09778-6。
  - 『らくだい魔女のドキドキおかしパーティ』2007年9月。ISBN 978-4-591-09904-9。
  - 『らくだい魔女とゆうれい島』2008年1月。ISBN 978-4-591-10054-7。
  - 『らくだい魔女と水の国の王女』2008年9月。ISBN 978-4-591-10339-5。
  - 『らくだい魔女と迷宮の宝石』2009年1月。ISBN 978-4-591-10752-2。
  - 『らくだい魔女とさいごの砦』2009年5月。ISBN 978-4-591-10956-4。
  - 『らくだい魔女と放課後の森』2009年9月。ISBN 978-4-591-11143-7。
  - 『らくだい魔女と冥界のゆびわ』2009年12月。ISBN 978-4-591-11492-6。
  - 『らくだい魔女と鏡の国の怪人』2010年4月。ISBN 978-4-591-11737-8。
  - 『らくだい魔女と魔界サーカス』2010年8月。ISBN 978-4-591-11989-1。
  - 『らくだい魔女と妖精の約束』2010年12月。ISBN 978-4-591-12207-5。
  - 『らくだい魔女とランドールの騎士』2011年4月。ISBN 978-4-591-12412-3。
  - 『らくだい魔女とはつこいの君』2011年10月。ISBN 978-4-591-12612-7。
  - 『らくだい魔女のデート大作戦』2012年10月。ISBN 978-4-591-12902-9。
  - 『らくだい魔女の出会いの物語』2013年3月。ISBN 978-4-591-13380-4。
  - 『らくだい魔女と黒の城の王子』2024年3月。ISBN 978-4-591-17823-2。
- 成田サトコ『らくだい魔女』杉浦た美（絵）、ポプラ社〈ポプラポケット文庫〉。
  - 『らくだい魔女と闇の宮殿』2013年10月。ISBN 978-4-591-13610-2。